# 조도초등학교 동거차분교
조도초등학교 동거차분교는 전라남도 진도군 조도면 동거차도리에 있었던 초등학교이다.

## 변천
- 1950년 2월 15일 거차국민학교 동거차분교 설립 인가
- 1950년 5월 28일 동거차분교장 개교
- 1960년 3월 24일 동거차국민학교 승격, 조도국민학교 죽도분교 편입
- 1984년 3월 1일 죽도분교장 폐교 및 조도국민학교 통폐합
- 1985년 3월 1일 거차국민학교 분교장 격하 편입, 맹골분교장·소죽도분교장 편입
- 1994년 9월 1일 조도국민학교 분교장 격하 편입, 거차분교장·맹골분교장·소죽도분교장 이관
- 1996년 3월 1일 조도초등학교 동거차분교 개칭
- 2010년 10월 5일 폐교 및 조도초등학교 통폐합

## 같이 보기
- 조도초등학교